# Билтанеле (Греч, Мехедінць)
Билтанеле (рум. Bâltanele) — село у повіті Мехедінць в Румунії. Входить до складу комуни Греч.
Село розташоване на відстані 234 км на захід від Бухареста, 39 км на схід від Дробета-Турну-Северина, 59 км на північний захід від Крайови.

## Населення
За даними перепису населення 2002 року у селі проживали 455 осіб, усі — румуни. Усі жителі села рідною мовою назвали румунську.